# Bangs (banda)
Bangs (frequentemente erroneamente chamada the Bangs) foi uma banda de punk rock de Olympia, Washington, formada em 1997 pela guitarrista Sarah Utter, após recrutar o amigo dos tempos da escola Jesse Fox para tocar bateria e Maggie Vail, que precisou aprender a tocar baixo para entrar na banda, já que antes tocava apenas bateria, guitarra, cello, e clarineta.
Bangs excursionou e/ou tocou em shows com Sleater-Kinney, the Gossip, Unwound, Blonde Redhead, The Makers, Witchypoo, the Donnas, Shannon Wright, Murder City Devils, e Karp, entre outros. Maggie também tocou baixo nas bandas Frenchie e German Girls, e fez backing-vocal na famosa e festeira Gene Defcon. Sarah tocou em uma das últimas formações da Witchypoo, e desde então ocupa seu tempo com a pintura com exceção de um único show em Los Angeles com o artista David Scott Stone. Jesse deixou a banda depois de uma longa turnê pelos EUA, e o Bangs passou por uma série de bateristas (Heather Dunn, Kyle Ermatinger) antes de juntar-se a Peter David Connelly. Eles gravaram o último EP, Call and Response, num porão de uma casa numa fazenda com o engenheiro de som Justin Trosper do Unwound.
Embora a banda tenha muitas ligações com o movimento riot grrrl (Maggie Vail é irmã de Tobi Vail do Bikini Kill), Bangs, como o Bikini Kill, não se identificava como uma banda riot grrrl. Eles preferiram o termo "rock band", creditando The Go-Go's, The Ramones, Gary Numan, Chrissie Hynde, Elvis Costello, e Cheap Trick como inspirações. A banda lançou todos os discos pela Kill Rock Stars exceto por um disco 7" que foi lançado no selo olímpido Ten-In-One Records. Excursionaram pelos Estados Unidos e também fizeram shows na Inglaterra, Escócia, Austrália, e Nova Zelandia, onde apareceram no telejornal noturno nacional do país.
Bangs acabou em Setembro de 2004 após Sarah se mudar para Los Angeles. Seu último show, no Eagles Hall de Olympia e parte da 'Yeah! Fest!' da Kill Rock Stars foi festivo e nostalgico. Maggie então voltou para Porland, OR, onde toca nas bandas Romancing e Leti Angel. Peter David continua morando em Olympia e tocando na banda pop The Mona Reels assim como outros grupos como The November Witch, Tumwater Video, e The Devon Williams Band. Sarah voltou para o noroeste e passa o tempo pintando imagens de animais e tocando baixo com Craig Extine e Kris Cunningham na banda Western Hymn.
Em julho de 2010 a banda se reuniu para quatro shows. Uma rápida apresentação em Olympia seguida por 3 shows (Portland, Olympia, e Seattle) juntando fundos para ajudar a amiga Natalie Cox, vítima de um tipo raro de câncer, a pagar seu tratamento.

## Discografia

### CDs
- Tiger Beat (1998)
- Mailorder Freaks Singles Club 7" (Kill Rock Stars 1999)
- Sweet Revenge (2000)
- Call + Response (2002)

### Coletâneas
- Turbo's Tunes
- Fields and Streams, 2 CD compilation, (Kill Rock Stars 2002)
- Mollie's Mix

### Outros discos
- Maggie the Cat, 7" (Ten in One Records)